# Широчин Семен Станіславович
Семен Станіславович Широчин (нар. 16 грудня 1988, Київ) — український краєзнавець, кандидат технічних наук, фотограф, музикант, дослідник забудови Києва радянського періоду.

## Життєпис
Народився в Києві 16 грудня 1988 року.
2006 року з золотою медаллю закінчив Кловський ліцей № 77. Під час навчання брав участь в районних та міських олімпіадах з різних предметів, де отримував численні призові місця, в тому числі — тричі на міському рівні.
Ще на початку 2000-х зацікавився історією міста Києва та його архітектурною спадщиною, в 2006 році створив свій перший сайт з історії та архітектури Києва XX століття — «Київ 1900—2000. Київ сьогодні».
2006 року вступив до навчання до КПІ, на факультет прикладної математики. 2012 року в КПІ захистив магістерську дисертацію з теми «Спосіб захисту зображень на основі LSB-стеганографії». У 2012—2015 роках працював викладачем у КПІ.
9 червня 2015 року на засіданні спеціалізованої вченої ради Д 26.002.02 захистив дисертацію доктора філософії технічних наук з теми «Методи комбінованого стеганографічного захисту мультимедійних даних в хмарних сховищах».
Починаючи з 2016 року, активно продовжує дослідження історії та архітектури Києва радянської доби, активно виступає на публічних заходах, публікує статті та книги. Автор декількох десятків публікацій та автор численних публічних лекцій.
Учасник конференції «Універсальність явищ запорізького модернізму і школи Баухаус. Проблеми збереження модерністської спадщини» 19—20 листопада 2017 року, Запоріжжя.
Співучасник проекту виставки «Metropolis: Минулі утопії майбутнього», Київ, Мистецький Арсенал, 30 травня — 3 червня 2018
Учасник 13 Заболотнівських читань, 12 жовтня 2018
Куратор виставки «Відбудова Хрещатика: конкурс та проектування», Київ, Софія Київська, діє з 15 листопада 2018 по 31 березня 2019.
Стаття «Історія Борщагівки: 400-метровий будинок, непобудована гілка метро та найбільший масив шістдесятих» увійшла до 10 найпопулярніших статей «Хмарочосу» за 2019 рік.
Співучасник проекту «Енциклопедія архітектури України».

## Особисте життя та родина
Окрім дослідницької діяльності, полюбляє подорожувати, займатися висотною фотографією, музикою (з гуртами «Florius», «Эворон» та «Sabbath Stones» у 2008—2017 роках зіграв близько ста концертів), а також нумізматикою та боністикою.
Онук видатного науковця-системотехніка, доктора технічних наук, професора Валерія Широчина та вченого, першого ректора Хмельницького технологічного інститута побутового обслуговування Семена Ганжурова.

## Друковані праці
- «Невідоме Лівобережжя з кінця XIX до середини XX ст.» (співавтори Кирило Степанець та Олександр Михайлик, перше видання — 2017, друге видання, змінене та доповнене — 2018).
- «Невідоме Лівобережжя 1960—1980-ті» (співавтори Олександр Михайлик та Кирило Степанець, 2018).
- «Невідомі периферії Києва. Солом'янський район» (співавтор Олександр Михайлик, 2019, друге видання, змінене, розширене та доповнене, SKYHORSE, 2020).
- «Архитектура межвоенного Киева»: «Школы. Ясли. Детсады» (Алмаз, SKYHORSE, 2019),
- «Невідомі периферії Києва. Голосіївський район» (співавтор Олександр Михайлик, SKYHORSE, 2019, додрук зі змінами та доповненнями, 2021),
- «Между звездами и городом» (2019),
- «Невідомі периферії Києва. Святошинський район» (співавтор Олександр Михайлик, SKYHORSE, 2019),
- «Архитектура межвоенного Киева»: «Правительственный центр и реконструкция столицы» (Алмаз, SKYHORSE, 2020),
- «Невідомі периферії Києва. Північне Правобережжя» (співавтор Олександр Михайлик, Самміт-Книга, 2021),
- «Архитектура межвоенного Киева»: «Несуществующий город» (Алмаз, SKYHORSE, 2021),
- «Невідомі периферії Києва. Новий Печерськ» (співавтор Олександр Михайлик, SKYHORSE, 2021),
- «Вулиця Тарасівська. Душа Латинського кварталу» (співавтор Антон Короб, Laurus, 2021). Книга стала лауреатом Всеукраїнського рейтингу «Книга року», номінація «Краєзнавча і туристична література / етнографія / історія повсякдення / дорожні нотатки»[3].
- «Відбудова Хрещатика в колекціях архітектурної графіки», (Самміт-Книга, 2021).
- «Архитектура межвоенного Киева»: «Инерция, возрождение и конструктивизм» (SKYHORSE, 2022).
- «Невідомі периферії Києва. Південне Лівобережжя» (співавтор Олександр Михайлик, SKYHORSE, 2022).
- «Невідомі периферії Києва. Північне Лівобережжя» (співавтор Олександр Михайлик, SKYHORSE, 2022).
- «Невідомі периферії Києва. Центральне Лівобережжя» (співавтор Олександр Михайлик, SKYHORSE, 2022).
- Бережи українську архітектуру // «Українська мрія. 25 сходинок до суспільного щастя» (співавтори Олесь Доній та ін., Самміт-Книга, 2022).
- «Архитектура межвоенного Киева»: «Сталинки, часть І» (SKYHORSE, 2022).
- «Архитектура межвоенного Киева»: «Сталинки, часть ІІ» (SKYHORSE, 2023).
- «Архітектурний путівник Київ. 100 визначних будівель з 1925 року» (DOM publishers, Основи, 2023).
- «Українські міста енергетиків» (SKYHORSE, 2024).
- Shyrochyn, Semen. Vyhurivschyna-Troieshyna in Kyiv, Ukraine. A housing estate with supergraphics and colour composition // Echoes of Soviet Urbanism. Exploring Modernist Housing Narratives (Berlin, DOM publishers, 2024)

## Наукові публікації
- Широчин, С. С. Київ 1900—2000. Київ сьогодні. Навчальний електронний посібник. [Електронний ресурс] // Свідоцтво Державного департаменту інтелектуальної власності про реєстрацію авторського права на твір № 17556 від 10.08.2006.
- Широчин, С. С. Біт-орієнтовані оцінки стійкості криптографічних алгоритмів. [Текст] / Широчин В. П., Мухін В. Є., Широчин С. С. / Ж. Сучасна спеціальна техніка. № 1, 2010.
- Широчин, С. С. Модифікація генетичного алгоритму для вирішення класичної задачі комівояжера. [Текст] / Зорін Ю. М., Широчин С. С. /// Збірник тез доповідей ювілейної міжнародної науково-практичної конференції «Розподілені комп'ютерні системи РКС-2010», Київ, НТУУ «КПІ», 6 — 8 квітня 2010 р. — с. 81 — 82.
- Широчин, С. С. Комбінований спосіб подання тривимірних зображень з використанням кешування панорам [Текст] / Сулема Є. С., Широчин С. С. // Збірник тез доповідей другої наукової конференції магістрантів та аспірантів «Прикладна математика та комп'ютинг. ПМК-2010», Київ, НТУУ «КПІ», 14 — 16 квітня 2010 р. — с. 390—394.
- Широчин, С. С. Критерії Пошуку Оптимального Розташування Блоків Стеганографічних Даних в Контейнері [Текст] / Сулема Є. С., Широчин С. С. / Системний Аналіз та Інформаційні Технології — 2011, с. 516.
- Широчин, С. С. Засоби подання інформації з обмеженим доступом в картографічних зображеннях / С. С. Широчин, Є. С. Сулема // Збірник праць міжнародної науково-практичної конференції «Актуальні проблеми комп'ютерних технологій». — Хмельницький. — 2011. — С. 207—213.
- Широчин, С. С. Спосіб Стеганографії Зображень з Фрагментацією Стегоданих та Розділенням Закритого Ключа. [Текст] / Сулема Є. С., Широчин С. С. / Правове, нормативне та метрологічне забезпечення системи захисту інформації в Україні. Науково-технічний збірник. Випуск 1 (22), Київ, НТУУ «КПІ», 2012, с. 64-68.
- Широчин, С. С. Алгоритм Фрагментації Стегоданих у Стеганографії Зображень. [Текст] / Сулема Є. С., Широчин С. С. / Збірник тез доповідей четвертої наукової конференції магістрантів та аспірантів «Прикладна математика та комп'ютинг. ПМК-2012», Київ, НТУУ «КПІ», 11 — 13 квітня 2012 р. — с. 299—303.
- Широчин, С. С. Підвищення Стійкості LSB-Стегосистем Шляхом Аналізу і Корекції Характеристик Контейнера. [Текст] / Сулема Є. С., Широчин С. С. / Актуальні Проблеми Комп'ютерних Технологій — 2012, с. 319—327.
- Сулема Є. С., Широчин С. С. Спосіб стеганографії зображень на основі комплементарного образу // Журнал «Захист інформації». Київ: НТУУ «КПІ». 2013. Випуск 4.
- Сулема Е. С., Широчин С. С. Защита персональных графических данных пользователя при передаче по компьютерным сетям // Материалы I Международной научно-практической конференции «Информационные технологии. Проблемы и решения». — Уфа: Уфимский государственный нефтяной технический университет. — 2014.
- Широчин С. С. Метод захисту зображень на основі шифрування палітри / Сулема Є. С., Широчин С. С. // Вісник Хмельницького національного університету. — Хмельницький: ХНУ. — 2014.– № 3. — С. 114—119.
- Широчин, С. С. Аналіз ефективності паралельної реалізації алгоритмів захисту зображень / Широчин С.С, Сулема Є. С. // Актуальні проблеми комп'ютерних технологій, м. Хмельницький, 8-10 квітня 2014, С. 64-68.
- Shyrochyn, Semen. METHODS FOR USER'S PERSONAL MULTIMEDIA DATA PROTECTION IN CLOUDS. 3rd IEEE Conference on Cloud Networking, 8-10 October 2014.
- Широчин С. С. Спосіб стеганографічного захисту даних в аудіо-файлах на основі комплементарного образу. / Є. С. Сулема, С. С. Широчин // Вісник КПІ. Інформатика, управління та обчислювальна техніка. — 2014. — Вип. 61. — С. 80-87.
- Shyrochyn, Semen. Analysis of Parallel Computations Efficiency for User's Private Multimedia Data Protection in Cloud. / I.A. Dychka, S.S. Shyrochyn, Ye.S. Sulema // Kpi Science news, 2016, № 1.

## Електронні публікації
- Автореферат дисератції;
- Глухие стены — недостроенные дома межвоенного Киева [Архівовано 13 вересня 2018 у Wayback Machine.];
- Киевские школы межвоенного периода [Архівовано 13 вересня 2018 у Wayback Machine.];
- Заметные изменения [Архівовано 13 вересня 2018 у Wayback Machine.];
- Постконструктивизм [Архівовано 13 вересня 2018 у Wayback Machine.];
- Киев индустриальный [Архівовано 13 вересня 2018 у Wayback Machine.];
- Советские коворкинги [Архівовано 13 вересня 2018 у Wayback Machine.];
- Кейс Киева [Архівовано 13 вересня 2018 у Wayback Machine.];
- Статті автора на сайті [Архівовано 13 вересня 2018 у Wayback Machine.];
- Как узнать конструктивистское здание [Архівовано 13 вересня 2018 у Wayback Machine.];
- Ленточные окна и скульптура на крыше: Каким мог стать Киевский вокзал [Архівовано 13 вересня 2018 у Wayback Machine.];
- Велено построить: Архитектура диктаторов Европы [Архівовано 13 вересня 2018 у Wayback Machine.];
- Как исчез довоенный Крещатик [Архівовано 23 червня 2018 у Wayback Machine.];
- Киевские здания с вогнутой крышей [Архівовано 13 вересня 2018 у Wayback Machine.];
- Архитектура войны и мира с. 92-113 [Архівовано 13 вересня 2018 у Wayback Machine.];
- Архитектура и деньги с. 266—277 [Архівовано 13 вересня 2018 у Wayback Machine.];
- КНДР — архитектурный заповедник [Архівовано 2 січня 2019 у Wayback Machine.];
- Что общего у Киева и Пхеньяна? Планирование, архитектура, транспорт [Архівовано 2 січня 2019 у Wayback Machine.];
- Модерністський ансамбль студмістечка КПІ: що вдалося реалізувати? [Архівовано 26 квітня 2019 у Wayback Machine.],
- Исследователь Киева Семен Широчин об истории архитектуры, декоммунизации и постсоветских людях [Архівовано 26 квітня 2019 у Wayback Machine.];
- Королівські масштаби, зразкові мікрорайони та меми-довгожителі: кілька історій з київських околиць [Архівовано 21 жовтня 2019 у Wayback Machine.];
- Історія Борщагівки: 400-метровий будинок, непобудована гілка метро та найбільший масив шістдесятих;
- Исследователь Семен Широчин: работа над книгами помогла увидеть красоту в типовых домах
- Все свои: Как в киевской мифологии появились «чешки» и «кубинские корпуса» [Архівовано 16 травня 2020 у Wayback Machine.]
- Добігають кінця роботи з реконструкції ліхтарів у Маріїнському парку
- Обезбашенный: Высотный Киев, которого не получилось [Архівовано 4 серпня 2020 у Wayback Machine.]
- СПАДЩИНА СТАЛІНІЗМУ: ЧИ ВИННА АРХІТЕКТУРА? [Архівовано 26 жовтня 2020 у Wayback Machine.]
- Здесь был дом: Почему некоторые киевские здания простояли всего несколько лет [Архівовано 1 березня 2021 у Wayback Machine.]
- Не спасли: Как Киев лишается модернистской архитектуры [Архівовано 26 вересня 2021 у Wayback Machine.]
- Забытая архитектура 1930-х. Что стоит знать о межвоенных проектах в Киеве [Архівовано 15 квітня 2021 у Wayback Machine.]
- Хорошо, что не построили: Худшие нереализованные проекты Киева 2000-х [Архівовано 28 травня 2021 у Wayback Machine.]
- Ради массового жилья в Киеве уничтожили десятки поселений. Рассказываем, как это было [Архівовано 4 червня 2021 у Wayback Machine.]
- В Киеве активно сносят историческую застройку. Вот 25 зданий, которые мы уже потеряли или можем потерять [Архівовано 17 вересня 2021 у Wayback Machine.]
- Большой бизнес и жители Киева жертвуют деньги на реставрацию сгоревшего Николаевского костела
- Що ви знаєте про архітектуру промислових міст? Вона прекрасна. Подивіться на Краматорськ, якого ви ще не бачили [Архівовано 4 лютого 2022 у Wayback Machine.]
- Що ви знаєте про архітектуру промислових міст? Вона прекрасна. Ось як виглядають найцікавіші будівлі Маріуполя [Архівовано 4 лютого 2022 у Wayback Machine.]
- Що ви знаєте про архітектуру промислових міст? Вона прекрасна. Подивіться, як за 70 років змінилася Нова Каховка [Архівовано 4 лютого 2022 у Wayback Machine.]
- Що ви знаєте про архітектуру промислових міст? Вона прекрасна. Ось як виглядає багата історична спадщина Шостки [Архівовано 4 лютого 2022 у Wayback Machine.]
- Не добити поранену архітектуру
- Окупанти руйнують архітектуру промислових міст. Але Кам'янському пощастило — ось його будівлі, варті обов'язкової уваги
- Запоріжжя три місяці потерпає від бомб. Подивіться на знакові будівлі промислового міста, що опинилися під загрозою руйнування
- Окупанти руйнують архітектуру промислових міст. Але її треба зберегти. Подивіться на Кривий Ріг і перлини його архітектурних ансамблів
- Окупанти руйнують архітектуру промислових міст. Ось як крізь роки виглядає Кременчук, який на війні знищують вже вдруге
- Нікополь майже щодня потерпає від обстрілів. Подивіться на його величну архітектуру, яку ворог намагається знищити
- Маріупольський драмтеатр: 60 років історії — від будівництва до авіаудару
- Окупанти вже вісім місяців утримують під контролем Херсон. Ось як виглядають найзнаковіші будівлі міста на Дніпрі
- Вісім років в окупації. Подивіться, як виглядають найзнаковіші будівлі захопленого Донецька
- Луганськ уже вісім років під контролем окупантів. Ось як виглядає його архітектурна спадщина
- Окупанти руйнують промислові міста України. Подивіться на багату архітектурну спадщину Дніпра, що опинилася під загрозою знищення
- В окупації сьогодні залишається значна частина міст енергетиків. Подивіться на міста при АЕС, кожне з яких унікальне по-своєму
- Місто після життя. Подивіться на Прип'ять з її грандіозним майбутнім, що так і не стало реальністю
- Місто-утопія. Ось як крізь роки виглядає Славутич — столиця архітектурного мультикультуралізму, що прихистила мешканців Прип'яті
- За часів Сталіна в СРСР заборонили аборти й масово будували ясла. Більшість із них не функціонують, однак лишаються забутою архітектурною спадщиною. Ось їхня історія
- Окупанти масово руйнують українські школи. Подивіться на недооцінену архітектурну спадщину, що опинилася під загрозою знищення
- Окупанти руйнують промислові міста України. Подивіться, як крізь роки виглядав Лисичанськ, який сьогодні захопили росіяни
- Окупанти руйнують архітектуру захопленого Сєвєродонецька. Ось як виглядали знакові будівлі міста (деякі з них ще можна врятувати)
- Окупанти руйнують промислові міста України. Подивіться на вишукану архітектуру Алчевська, що вже дев'ять років перебуває під контролем росіян
- Горлівка: як будували місто, що не стало столицею Донбасу через замовчаний Голодомор
- Макіївка — місто-сад. Що залишили французи і як совєти втілили ідеї британця Говарда
- Скляна столиця СРСР: як перспективна Костянтинівка стала нагадувати руїни після атомного вибуху
- Знищена спадщина: яку виняткову архітектуру втратила Україна 2023 року
- Костел, синагога та неочікувані школи: чим цікава архітектура Єнакієвого, що зникає
- Невідома Кадіївка: які шедеври архітектури приховує типова забудова радянського Стаханова
- Засноване як фортеця, зруйноване як фортеця. Бахмут: історія та архітектура
- Неординарний промисловий центр і курорт: історія та архітектура Слов'янська
- Жовті Води: центр українського урану, який не позначався на радянських мапах
- Хрустальний Красний Луч: історія та архітектура контроверсійного міста на Луганщині
- Заснована козаками, розбудована іноземцями: що перетворює типове місто Донбасу на особливу Дружківку

## Відеовиступи, участі у телепрограмах, інтерв'ю
- Про современную архитектуру;
- конструктивизм и модернизм;
- Сталин и архитектура;
- республиканский стадион и железнодорожный вокзал;
- сталинская архитектура;
- про разрушенное [Архівовано 22 липня 2021 у Wayback Machine.];
- виступ на книжковому Арсеналі-2018;
- Шулявка;
- ПУНКТ ПРИЗНАЧЕННЯ: Школи Києва,
- Повоєнна відбудова Хрещатика,
- Невідомі периферії Києва. Солом'янський район (відео презентації, бібліотека ім. Заблотного),
- Історичні ліхтарі під загрозою: як зберегти обличчя Києва?,
- Як зберегти архітектуру країни у оригінальному вигляді,
- Цивілізація: бережи стародавню архітектуру [Архівовано 11 лютого 2021 у Wayback Machine.],
- ЗручноМіськБуд: Чи потрібно зберігати радянські об'єкти в місті?
- Світові кейси по відбудові зруйнованих міст. Київ, Україна
- «Кожна будівля — це перш за все архітектура»: інтерв'ю з Семеном Широчиним

## Публічні лекції
- Правительственный центр УССР в Киеве (2016)
- Сталинские липки (2016)
- Сталинская архитектура Верхнего города (2016)
- Генплан 1936 и развитие периферии (2016)
- Архитектура киевской инфраструктуры 1930-х: стадионы, вокзалы, промышленность (2016)
- Архитектура киевской инфраструктуры 1930-х: школы, кинотеатры, рестораны, парки (2016)
- Несуществующий Киев 1930-х: утраченное и нереализованное (2016)
- Конструктивизм в архитектуре Киева (2016)
- Постконструктивизм в архитектуре Киева (2016)
- Сталинский классицизм в архитектуре Киева (2016)
- Сталинский ампир в архитектуре Киева (2017)
- История и архитектура ВДНХ УССР (2017)
- История здания Академии Наук в проектах (2017)
- 1955: Борьба с излишествами в архитектуре Киева (2017)
- Архитектура диктаторов Европы (2017)
- От Пекина до Берлина: след сталинской архитектуры (2017)
- Архитектура сталинских школ Киева (2017)
- Сталинская архитектура киевского Левобережья (2017)
- Крещатик, которого нет (2017)
- Крещатик, которого не было (2017)
- Сталинская архитектура Крещатика (2017)
- Архитектурные конкурсы сталинской эпохи в Киеве (2017)
- Индустриальная архитектура Киева. 1920-е — 1950-е (2017)
- Киев-Пассажирский. История и архитектура вокзала (2018)
- У пошуках ідеального міста: містобудівні утопії сталінської доби (2018)
- Архітектура радянських транспортних споруд (2018)
- Радянський Поділ. Конструктивізм 1926-34 (2019)
- Радянський Поділ. Неокласицизм 1935-55 (2019)
- Перенесення столиці (2019)
- Київ 1920-х (2019)
- Борьба с излишествами и массовое домостроение (2021)
- Как Печерск вновь стал Киевом (2021)